# Bertincourt Chateau British Cemetery
Le Bertincourt Chateau British Cemetery est un cimetière militaire de la Première Guerre mondiale situé sur le territoire de la commune de Bertincourt dans le département du Pas-de-Calais. 

## Localisation
Ce cimetière est situé à l'intérieur du village, à l'est, rue des Anglais, à une trentaine de mètres en retrait de la route. On y accède par un sentier gazonné.

## Historique

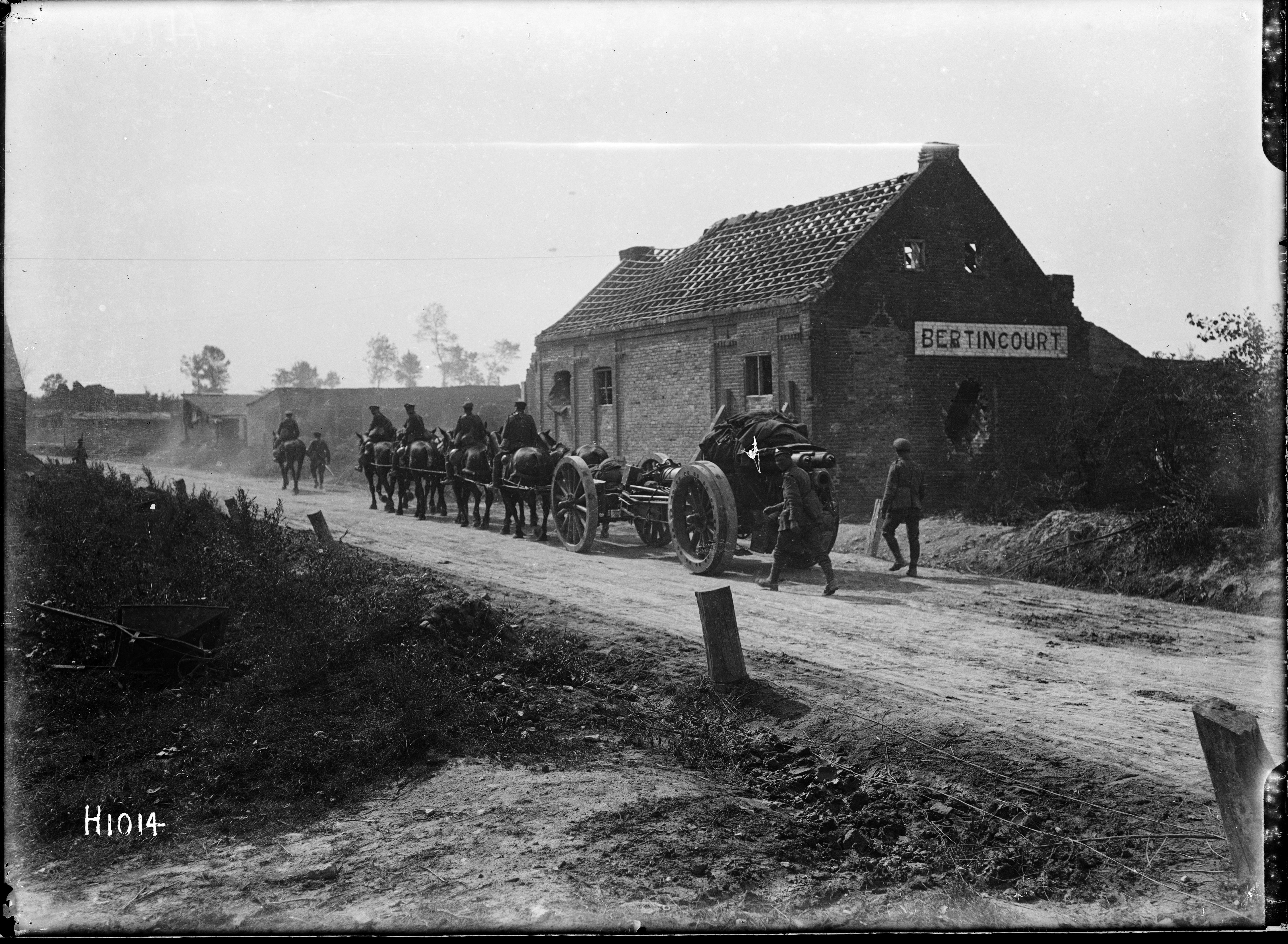
Troupes britanniques traversant les ruines du village de Bertincourt le 8 septembre 1918.

Bertincourt a été occupé par les Allemands dès août 1914 et ne fut repris par les troupes britanniques qu'en mars 1917, puis évacué le 24 mars 1918 avant d'être définitivement libéré par le 1er Bataillon d'infanterie de Canterbury le 3 septembre 1918. Ce cimetière a été créé à la fin du mois de mars 1917 pour y inhumer les soldats tombés lors des combats, puis continué en septembre 1918.
Victor Versmée, notaire à Bertincourt, fit don à l'administration des sépultures militaires britanniques de cette parcelle de terrain lui appartenant, dans laquelle étaient enterrés des soldats de l'armée du général Rawlinson (Source: BNF Gallica, journal l'Éveil de Sétif daté du 14 janvier 1934)[source insuffisante].

## Caractéristiques
Il y a maintenant près de 50 victimes de guerre 1914-18 commémorées sur ce site. Parmi ceux-ci, un petit nombre n'est pas identifié. Le cimetière couvre une superficie de 278 mètres carrés et est entouré par des murs de briques rouges.

## Sépultures
| Pays        | Sépultures |
| ----------- | ---------- |
| Royaume-Uni | 50         |

## Galerie

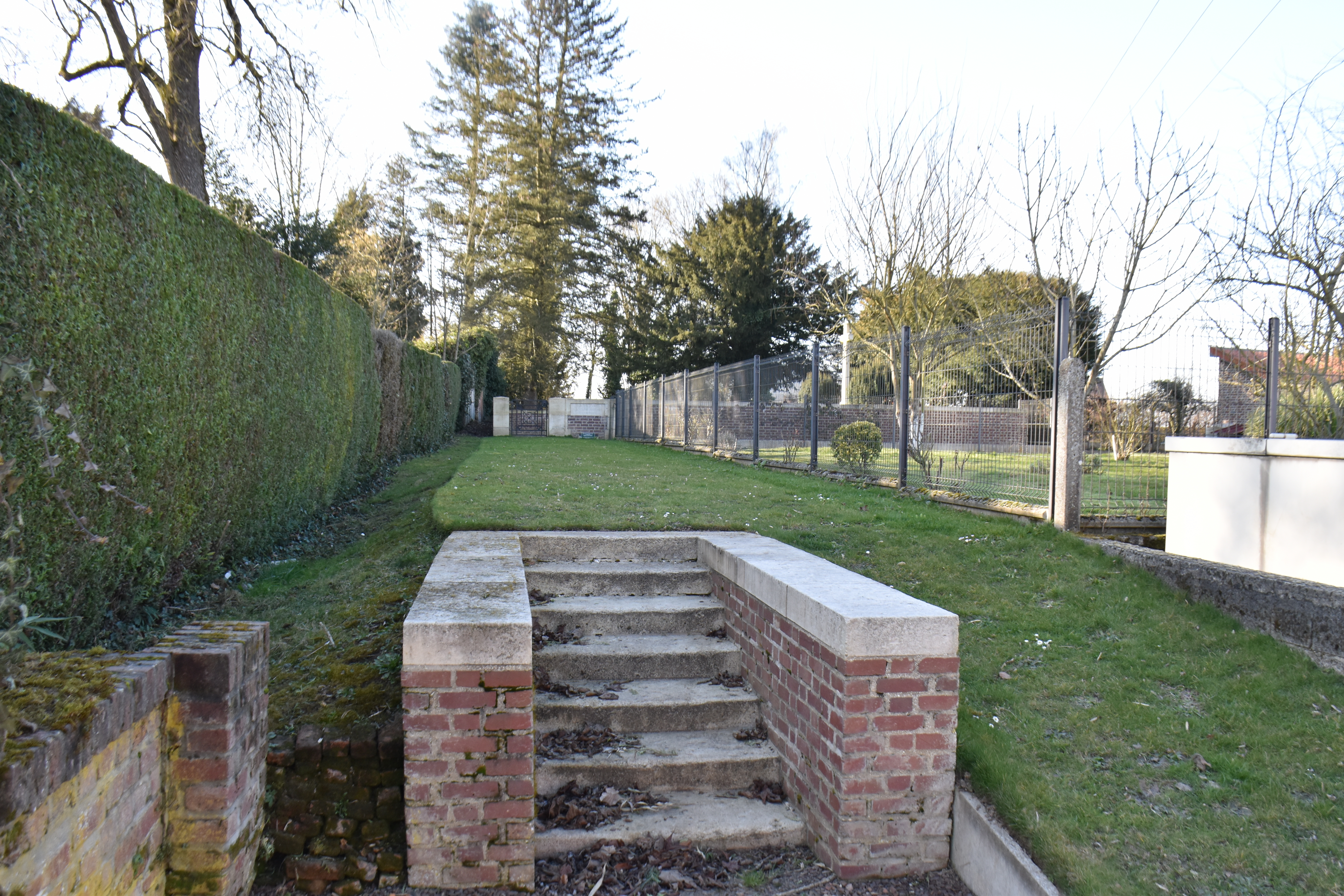
Sentier d'accès au cimetière.
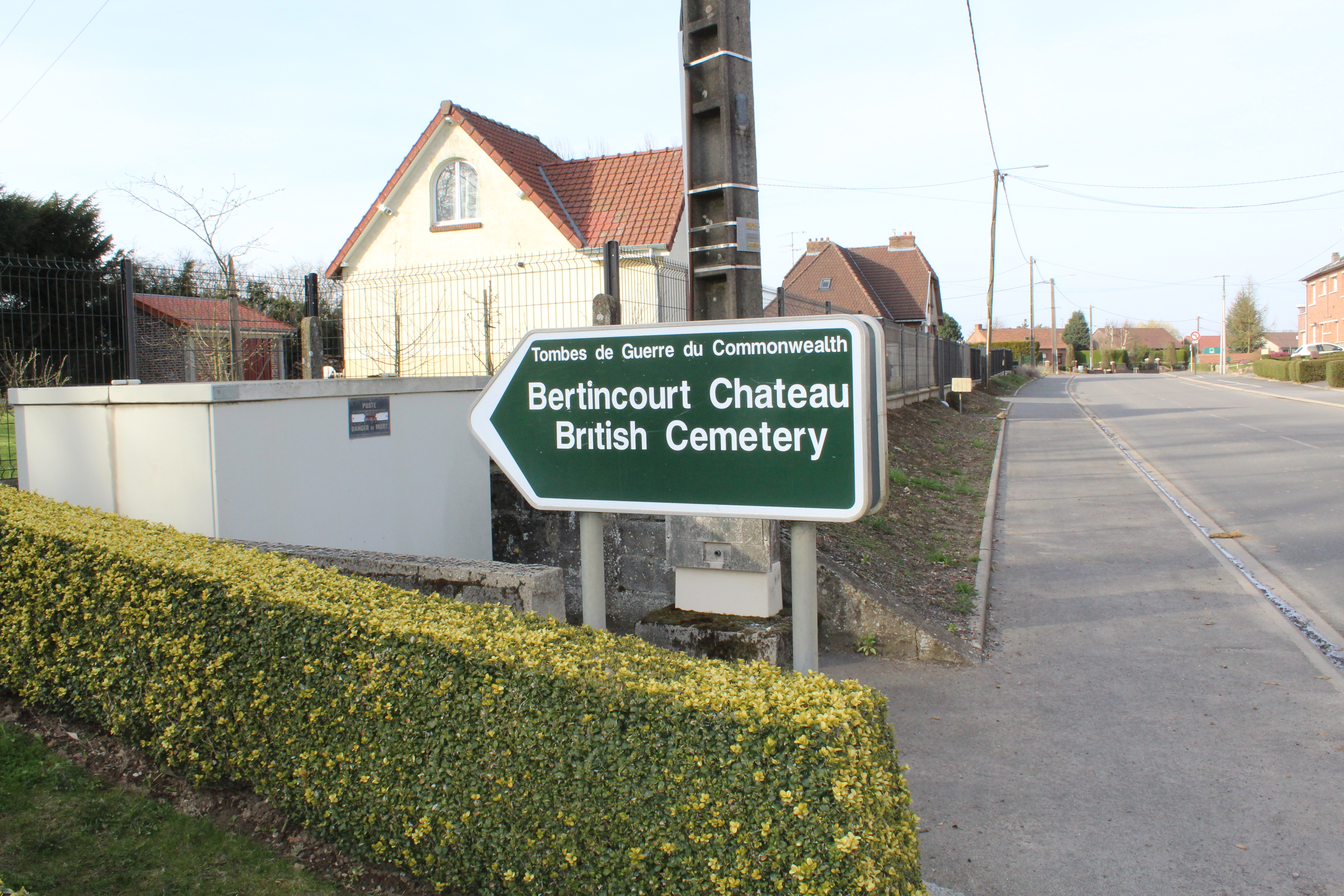
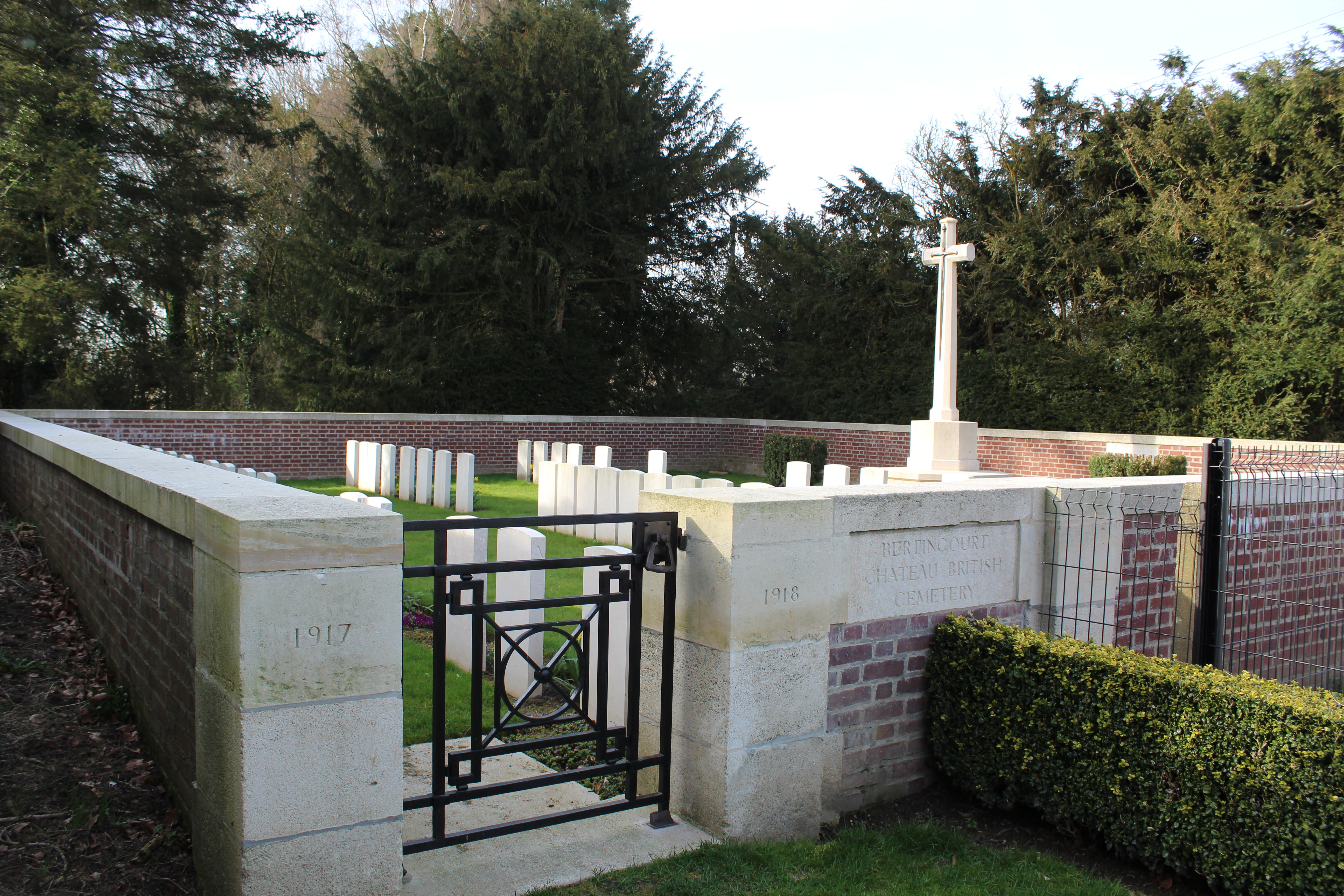
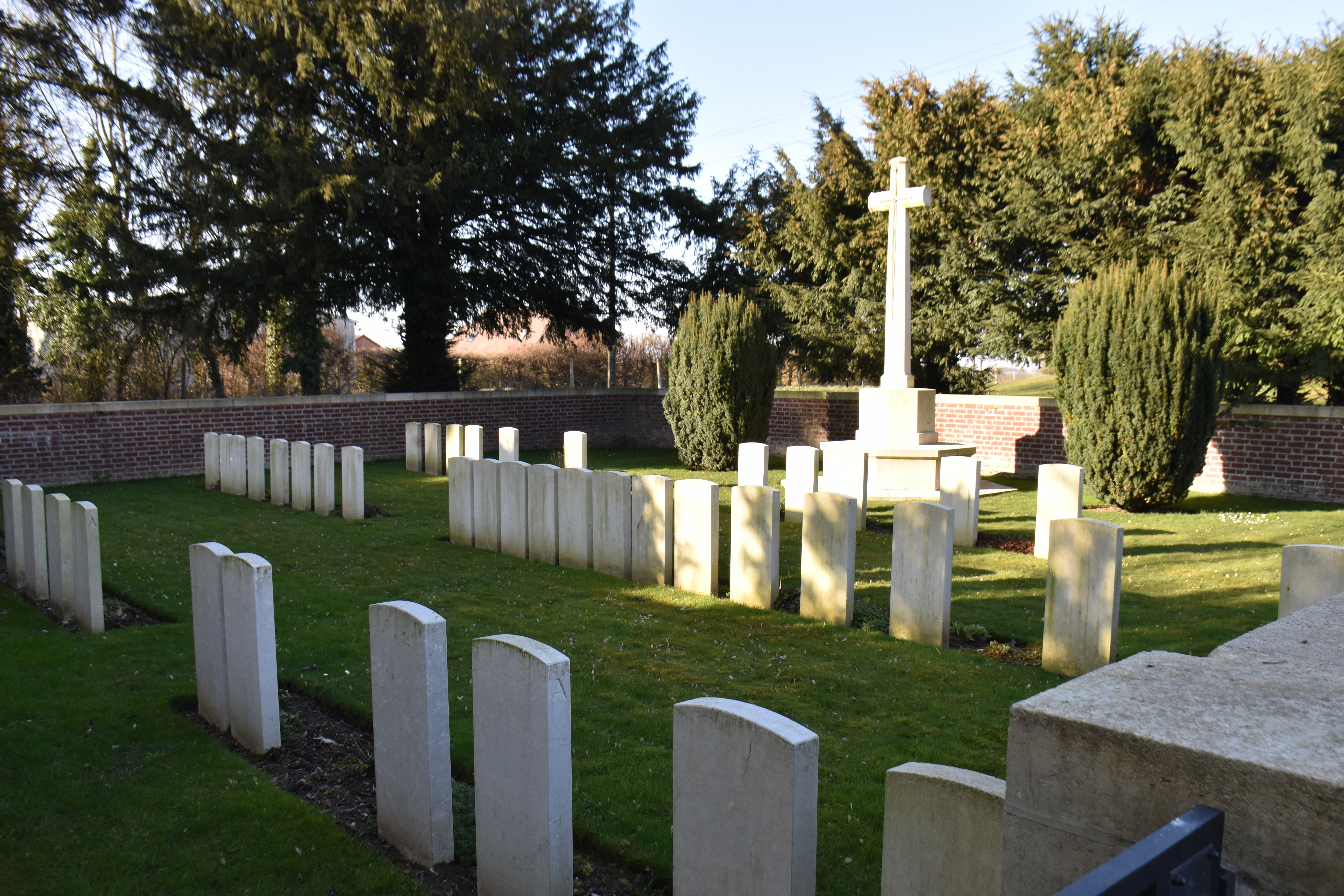
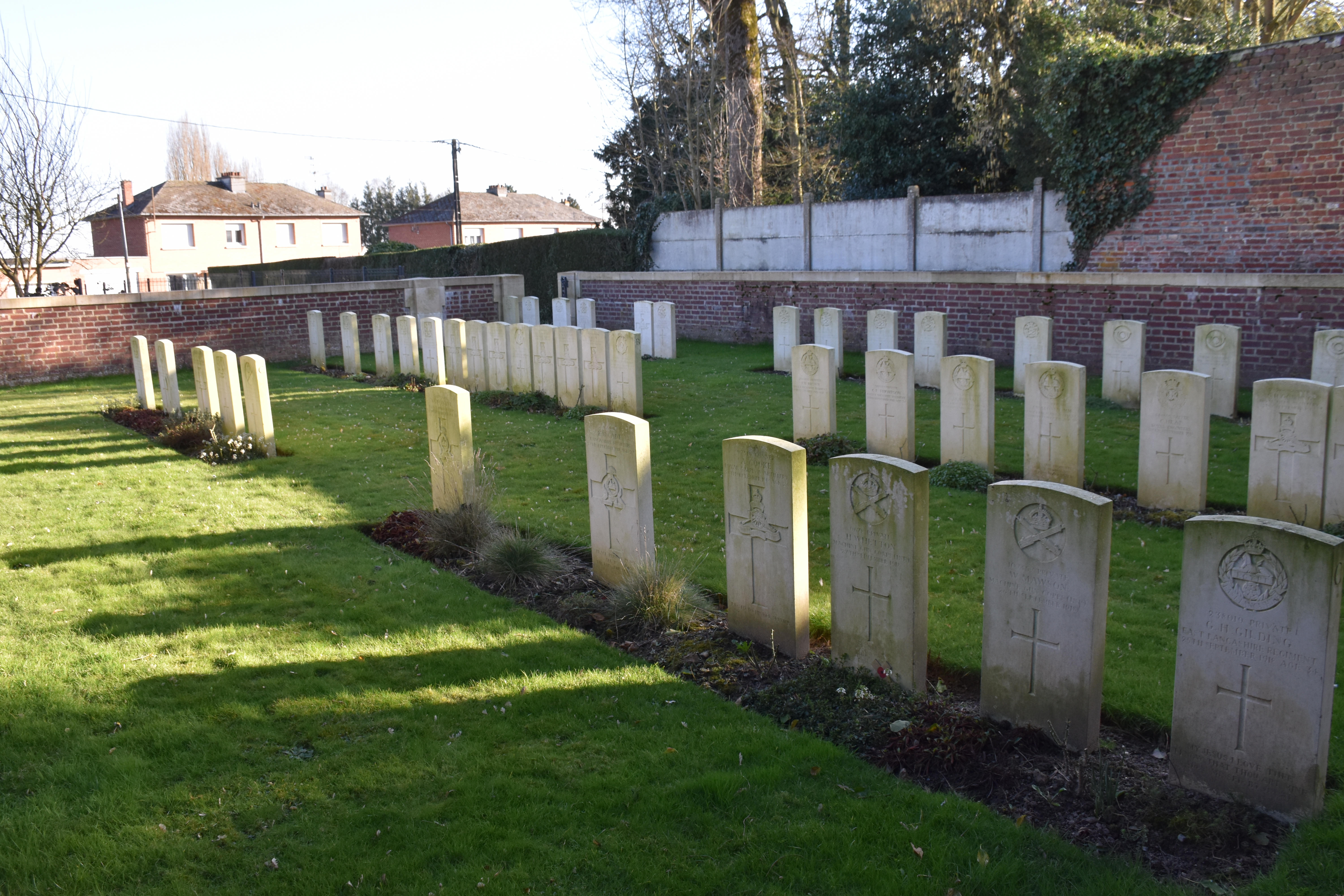
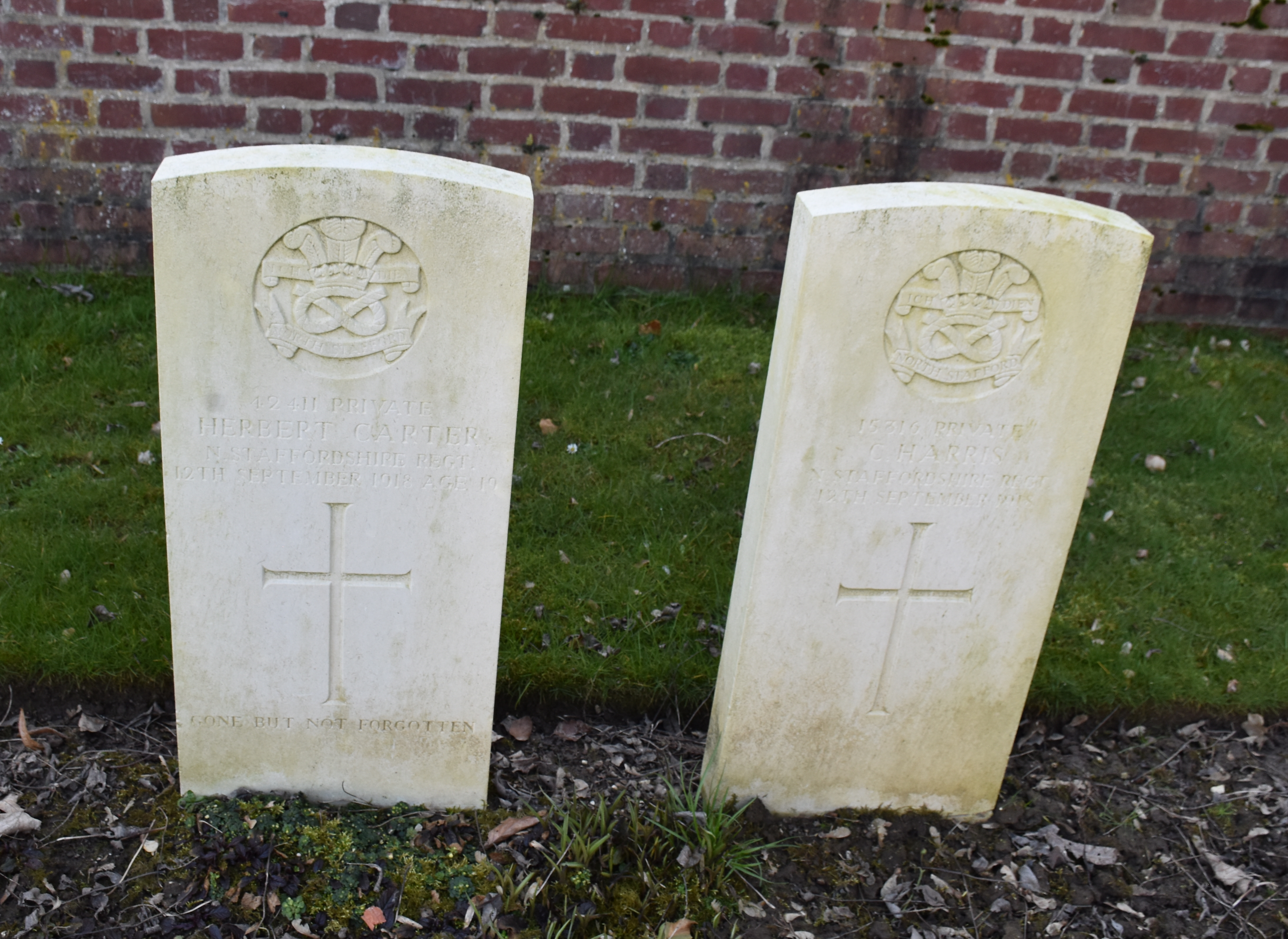
Tombes de soldats tombés le 12 septembre 1918.

## Pour approfondir